# Harnack-Medaille
De Harnack-medaille is een wetenschapsprijs die door het Duitse Max-Planck-Gesellschaft uitgereikt wordt.
De in 1924 ingestelde Harnack-medaille is de hoogst mogelijke onderscheiding voor bijzondere verdiensten van het Max-Planck-Gesellschaft. Tot 1936 werd de onderscheiding uitgereikt door diens voorganger, het Kaiser-Wilhelm-Gesellschaft, en vanaf 1953 door het Max-Planck-Gesellschaft. De onderscheiding wordt op basis van een senaatsbesluit van het Max-Planck-Gesellschaft door de president uitgereikt. De naam is afkomstig van Adolf von Harnack, de oprichter en eerste president van het in 1911 opgerichte "Kaiser-Wilhelm-Gesellschaft zur Förderung der Wissenschaften".

## Medailledragers
- 1925 – Adolf von Harnack
- 1926 – Fritz Haber
- 1929 – Friedrich Schmidt-Ott
- 1932 – Carl Correns, Franz von Mendelssohn
- 1933 – Max Planck, Gustav Krupp von Bohlen und Halbach
- 1934 – Carl Duisberg
- 1936 – Albert Vögler, Ludwig Prandtl
- 1953 – Gustav Winkler
- 1954 – Otto Hahn, in goud 1959
- 1959 – Theodor Heuss
- 1960 – Erich Kaufmann
- 1962 – Georg Schreiber
- 1963 – Otto Heinrich Warburg
- 1964 – Heinrich Lübke
- 1965 – Alfred Kühn
- 1970 – Carl Wurster
- 1973 – Adolf Butenandt, in goud 1983
- 1974 – Walther Gerlach
- 1981 – Kurt Birrenbach
- 1984 – Hans Merkle
- 1990 – Richard von Weizsäcker
- 1993 – Reimar Lüst
- 1996 – Heinz A. Staab, Michael Sela
- 1998 – Hans F. Zacher
- 2001 – Haim Harari
- 2004 – Hubert Markl
- 2006 – Lu Yongxiang
- 2008 – Hermann Neuhaus
- 2017 – Peter Gruss
- 2021 – Angela Merkel
- 2023 – Daniel Zajfmann